# Bordeaux-Saint-Clair
Bordeaux-Saint-Clair ist eine französische Gemeinde mit 650 Einwohnern (Stand: 1. Januar 2022) im Département Seine-Maritime in der Region Normandie. Sie gehört zum Arrondissement Le Havre und ist Mitglied im Gemeindeverband Le Havre Seine Métropole. Die Einwohner werden Bordelais und Bordelaises genannt.

## Geographie
Bordeaux-Saint-Clair liegt in der Naturregion Pays de Caux, etwa 25 Kilometer nordnordöstlich von Le Havre nahe dem Ärmelkanal. Umgeben wird Bordeaux-Saint-Clair von den Nachbargemeinden Bénouville im Norden, Les Loges im Osten, Cuverville im Südosten, Villainville und Pierrefiques im Süden, Le Tilleul im Westen und Südwesten sowie Étretat im Westen und Nordwesten.
Das Gemeindegebiet wird im Norden durch eine Senke und im Westen und Süden durch ein kleines Tal begrenzt. Ein heute unterirdischer Fluss schlängelt sich durch dieses Tal und führt zum Strand von Étretat, der bei Ebbe gut sichtbar ist.

## Geschichte
Der Name Bordeaux hat seinen Ursprung im 5. Jahrhundert, als germanische Bevölkerungsgruppen in Gallien einfielen. Wörter von jenseits des Rheins mischten sich dann in die Sprache lateinischen Ursprungs ein. Dies ist der Fall bei „bord“, was zunächst „Plankenhütte“ und dann „Bauernhof“ bedeutete. Die heutige Gemeinde entstand aus der Fusion der Gemeinden Bordeaux-en-Caux und Saint-Clair-sur-Etretat im Jahr 1824.

## Bevölkerungsentwicklung
| Jahr                       | 1962 | 1968 | 1975 | 1982 | 1990 | 1999 | 2006 | 2013 | 2020 |
| -------------------------- | ---- | ---- | ---- | ---- | ---- | ---- | ---- | ---- | ---- |
| Einwohner                  | 340  | 352  | 380  | 538  | 525  | 566  | 583  | 660  | 644  |
| Quellen: Cassini und INSEE |      |      |      |      |      |      |      |      |      |

## Sehenswürdigkeiten
- Das Langhaus der Kirche Saint-Martin datiert aus dem 12. oder 13. Jahrhundert.
- Herrenhaus aus dem 16. Jahrhundert mit Park